# NWA World Tag Team Championship
Le NWA World Tag Team Championship est un championnat mondial de catch par équipe. Créé le 12 juillet 1992, c'est le titre par équipe de la National Wrestling Alliance. Plusieurs fédérations obtiennent l'exclusivité concernant l'utilisation de ce titre : d'abord la World Championship Wrestling de 1992 à septembre 1993 puis la Total Nonstop Action Wrestling de juillet 2002 à mai 2007 et enfin la New Japan Pro Wrestling de 2013 à 2014.

## Historique
Jusqu'en 1992 la National Wrestling Alliance (NWA) ne reconnaissait pas une équipe comme étant championne du monde et les différents territoires de la NWA avaient leur propres titres par équipe. Cependant certains de ses territoires ont eu leur propres titres de champion du monde par équipe de la NWA.
En juillet 1992 la NWA en partenariat avec la toute jeune World Championship Wrestling organise un tournoi pour désigner les premiers champions par équipe de la NWA et Terry Gordy et Steve Williams l'emportent en finale face à Barry Windham et Dustin Rhodes le 12 juillet. L'entente entre la NWA et la WCW prend fin en septembre 1993 et le titre est déclaré vacant. La NWA organise un tournoi pour désigner les nouveaux champions le 11 avril 1995 qui est remporté par The Rock 'n' Roll Express (en) (Ricky Morton et Robert Gibson). Le 8 juin 2002, il est déclaré vacant pour permettre à la Total Nonstop Action Wrestling (TNA) d'utiliser à sa guise ce titre et cet accord prend fin en mars 2007, la TNA a alors créé ses propres titres,.

## Tournoi pour désigner les premiers champions du mondes par équipe
Ce tournoi se déroule entre le 16 juin puis le 12 juillet 1992. Le 16 juin, le premier tour a lieu ainsi que le premier des quarts de finale opposant Steve Williams et Terry Gordy à Rick et Scott Steiner. Le 12 juillet, Shinya Hashimoto remplace Akira Nogami à cause d'une blessure de ce dernier.
|  | Huitièmes de finale                   | Huitièmes de finale              |                                  |         | Quarts de finale | Quarts de finale |  |  | Demi-finales | Demi-finales |  |  | Finale | Finale |
|  | Huitièmes de finale                   | Huitièmes de finale              |                                  |         | Quarts de finale | Quarts de finale |  |  | Demi-finales | Demi-finales |  |  | Finale | Finale |
|  |                                       |                                  |                                  |         |                  |                  |  |  |              |              |  |  |        |        |
|  |                                       |                                  |                                  |         |                  |                  |  |  |              |              |  |  |        |        |
|  |                                       |                                  |                                  |         |                  |                  |  |  |              |              |  |  |        |        |
|  | Larry et Jeff O’Day                   | 2:35                             |                                  |         |                  |                  |  |  |              |              |  |  |        |        |
|  | Larry et Jeff O’Day                   | 2:35                             |                                  |         |                  |                  |  |  |              |              |  |  |        |        |
|  | Steve Williams et Terry Gordy         | Tombé                            |                                  |         |                  |                  |  |  |              |              |  |  |        |        |
|  | Steve Williams et Terry Gordy         | Tombé                            | Steve Williams et Terry Gordy    | Tombé   |                  |                  |  |  |              |              |  |  |        |        |
|  |                                       |                                  | Steve Williams et Terry Gordy    | Tombé   |                  |                  |  |  |              |              |  |  |        |        |
|  |                                       | Rick et Scott Steiner            | 15:01                            |         |                  |                  |  |  |              |              |  |  |        |        |
|  | Rick et Scott Steiner                 | Rick et Scott Steiner            | 15:01                            | No show |                  |                  |  |  |              |              |  |  |        |        |
|  | Rick et Scott Steiner                 |                                  |                                  | No show |                  |                  |  |  |              |              |  |  |        |        |
|  | Miguel Perez Jr. et Ricky Santana     | 0:00                             |                                  |         |                  |                  |  |  |              |              |  |  |        |        |
|  | Miguel Perez Jr. et Ricky Santana     | 0:00                             | Steve Williams et Terry Gordy    | Tombé   |                  |                  |  |  |              |              |  |  |        |        |
|  |                                       |                                  | Steve Williams et Terry Gordy    | Tombé   |                  |                  |  |  |              |              |  |  |        |        |
|  |                                       | Nikita Koloff et Ricky Steamboat | 21:39                            |         |                  |                  |  |  |              |              |  |  |        |        |
|  | Flyin' Brian et Jushin Liger          | Nikita Koloff et Ricky Steamboat | 21:39                            | Tombé   |                  |                  |  |  |              |              |  |  |        |        |
|  | Flyin' Brian et Jushin Liger          |                                  |                                  | Tombé   |                  |                  |  |  |              |              |  |  |        |        |
|  | Beef Wellington et Chris Benoit       | 11:30                            |                                  |         |                  |                  |  |  |              |              |  |  |        |        |
|  | Beef Wellington et Chris Benoit       | 11:30                            | Flyin' Brian et Jushin Liger     | 19:26   |                  |                  |  |  |              |              |  |  |        |        |
|  |                                       |                                  | Flyin' Brian et Jushin Liger     | 19:26   |                  |                  |  |  |              |              |  |  |        |        |
|  |                                       | Nikita Koloff et Ricky Steamboat | Tombé                            |         |                  |                  |  |  |              |              |  |  |        |        |
|  | Joe et Dean Malenko                   | Nikita Koloff et Ricky Steamboat | Tombé                            | 9:50    |                  |                  |  |  |              |              |  |  |        |        |
|  | Joe et Dean Malenko                   |                                  |                                  | 9:50    |                  |                  |  |  |              |              |  |  |        |        |
|  | Nikita Koloff et Ricky Steamboat      | Tombé                            |                                  |         |                  |                  |  |  |              |              |  |  |        |        |
|  | Nikita Koloff et Ricky Steamboat      | Tombé                            | Steve Williams et Terry Gordy    | Tombé   |                  |                  |  |  |              |              |  |  |        |        |
|  |                                       |                                  | Steve Williams et Terry Gordy    | Tombé   |                  |                  |  |  |              |              |  |  |        |        |
|  |                                       | Barry Windham et Dustin Rhodes   | 21:09                            |         |                  |                  |  |  |              |              |  |  |        |        |
|  | Silver King #1 et Silver King #2      | Barry Windham et Dustin Rhodes   | 21:09                            | 6:28    |                  |                  |  |  |              |              |  |  |        |        |
|  | Silver King #1 et Silver King #2      |                                  |                                  | 6:28    |                  |                  |  |  |              |              |  |  |        |        |
|  | Michael Hayes et Jimmy Garvin         | Tombé                            |                                  |         |                  |                  |  |  |              |              |  |  |        |        |
|  | Michael Hayes et Jimmy Garvin         | Tombé                            | Michael Hayes et Jimmy Garvin    | 9:17    |                  |                  |  |  |              |              |  |  |        |        |
|  |                                       |                                  | Michael Hayes et Jimmy Garvin    | 9:17    |                  |                  |  |  |              |              |  |  |        |        |
|  |                                       | Shinya Hashimoto et Hiroshi Hase | Tombé                            |         |                  |                  |  |  |              |              |  |  |        |        |
|  | Head Hunter #1 et Head Hunter #2      | Shinya Hashimoto et Hiroshi Hase | Tombé                            | 5:19    |                  |                  |  |  |              |              |  |  |        |        |
|  | Head Hunter #1 et Head Hunter #2      |                                  |                                  | 5:19    |                  |                  |  |  |              |              |  |  |        |        |
|  | Akira Nogami et Hiroshi Hase          | Tombé                            |                                  |         |                  |                  |  |  |              |              |  |  |        |        |
|  | Akira Nogami et Hiroshi Hase          | Tombé                            | Shinya Hashimoto et Hiroshi Hase | 14:54   |                  |                  |  |  |              |              |  |  |        |        |
|  |                                       |                                  | Shinya Hashimoto et Hiroshi Hase | 14:54   |                  |                  |  |  |              |              |  |  |        |        |
|  |                                       | Barry Windham et Dustin Rhodes   | Tombé                            |         |                  |                  |  |  |              |              |  |  |        |        |
|  | The Z-Man et Marcus Alexander Bagwell | Barry Windham et Dustin Rhodes   | Tombé                            | 7:54    |                  |                  |  |  |              |              |  |  |        |        |
|  | The Z-Man et Marcus Alexander Bagwell |                                  |                                  | 7:54    |                  |                  |  |  |              |              |  |  |        |        |
|  | Rick Rude et Steve Austin             | Tombé                            |                                  |         |                  |                  |  |  |              |              |  |  |        |        |
|  | Rick Rude et Steve Austin             | Tombé                            | Rick Rude et Steve Austin        | 19:15   |                  |                  |  |  |              |              |  |  |        |        |
|  |                                       |                                  | Rick Rude et Steve Austin        | 19:15   |                  |                  |  |  |              |              |  |  |        |        |
|  |                                       | Barry Windham et Dustin Rhodes   | Tombé                            |         |                  |                  |  |  |              |              |  |  |        |        |
|  | Dustin Rhodes et Barry Windham        | Barry Windham et Dustin Rhodes   | Tombé                            | Tombé   |                  |                  |  |  |              |              |  |  |        |        |
|  | Dustin Rhodes et Barry Windham        |                                  |                                  | Tombé   |                  |                  |  |  |              |              |  |  |        |        |
|  | Bobby Eaton et Arn Anderson           | 10:23                            |                                  |         |                  |                  |  |  |              |              |  |  |        |        |
|  | Bobby Eaton et Arn Anderson           | 10:23                            |                                  |         |                  |                  |  |  |              |              |  |  |        |        |

## Liste des champions
Depuis le 12 juillet 1992 le titre a connu 75 règnes. Le plus long règne est celui des Skullkrushers (Keith Walker et Rasche Brown qu'ils ont détenu pendant 777 jours (du 4 novembre 2008 au 20 novembre 2010).
| #  | Champions                                                     | Fois | Date                   | Durée                      | Lieu                                | Notes | Réf    |
| -- | ------------------------------------------------------------- | ---- | ---------------------- | -------------------------- | ----------------------------------- | --- | ------ |
| 1  | Terry Gordy et Steve Williams                                 | 1    | 12 juillet 1992        | 2 mois et 9 jours          | Albany, Géorgie                     | Battent Barry Windham et Dustin Rhodes en finale d'un tournoi | [ 1 ]  |
| 2  | Barry Windham et Dustin Rhodes                                | 1    | 21 septembre 1992      | 1 mois et 28 jours         | Atlanta, Géorgie                    | Au cours de l'enregistrement de WCW Saturday Night du 3 octobre | [ 6 ]  |
| 3  | Ricky Steamboat et Shane Douglas                              | 1    | 18 novembre 1992       | 3 mois et 13 jours         | Macon, Géorgie                      | Au cours de Clash of the Champions XXI | [ 7 ]  |
| 4  | Steve Austin et Brian Pillman                                 | 1    | 2 mars 1993            | 5 mois et 16 jours         | Macon, Géorgie                      | Au cours de l'enregistrement de WCW Worldwide du 27 mars | [ 8 ]  |
| 5  | Arn Anderson et Paul Roma                                     | 1    | 18 août 1993           | 14 jours                   | Daytona, Floride                    | Au cours de Clash of the Champions XXIV | [ 9 ]  |
| -  | Vacant                                                        | 1    | 1er septembre 1993     | 1 an, 7 mois et 10 jours   | -                                   | La World Championship Wrestling met fin à son accord avec la National Wrestling Alliance | .      |
| 6  | Ricky Morton et Robert Gibson                                 | 1    | 11 avril 1995          | 2 mois et 15 jours         | Dallas, Texas                       | Battent Dick Murdoch et Randy Rhodes en finale d'un tournoi dans un match au meilleur des trois tombés. | [ 10 ] |
| -  | Vacant                                                        | 2    | 26 juin 1995           | 7 jours                    | Memphis, Tennessee                  | À la suite d'un match face à PG-13 (JC Ice et Wolfie D) qui se conclut sur un no contest. | ,      |
| 7  | Ricky Morton et Robert Gibson                                 | 2    | 3 juillet 1995         | ?                          | Memphis, Tennessee                  | Battent PG-13 | .      |
| -  | Vacant                                                        | 3    | Septembre/Octobre 1995 | ?                          | N/A                                 | N/A | [ 2 ]  |
| 8  | Tarzan Goto (en) et Mr. Gannosuke (en)                        | 1    | 9 décembre 1995        | 7 mois et 23 jours         | Saitama, Japon                      | Battent Tiger Jeet Singh (en) et Cactus Jack en finale d'un Tournoi toutes rondes à l'IWA Japan | [ 2 ]  |
| -  | Vacant                                                        | 4    | Août 1996              | -                          | N/A                                 | Goto quitte l'IWA Japan | [ 2 ]  |
| 9  | Pat Anderson et C. W. Anderson                                | 1    | 14 septembre 1996      | ?                          | Goldston, Caroline du Nord          | | [ 2 ]  |
| -  | Vacant                                                        | 5    | 1997                   | ?                          | N/A                                 | N/A | [ 2 ]  |
| 10 | Ricky Morton et Robert Gibson                                 | 3    | 12 janvier 1998        | 1 mois et 5 jours          | N/A                                 | Le titre leur est remis. | [ 2 ]  |
| 11 | The Head Bangers (Mosh et Thrasher)                           | 1    | 17 février 1998        | 27 ans, 1 mois et 13 jours | Waco, Texas                         | Au cours de Raw Is War diffusé le 23 février. | [ 12 ] |
| 12 | The Midnight Express (Bodacious Bart et Bombastic Bob)        | 1    | 30 mars 1998           | 4 mois et 15 jours         | Albany, New York                    | Au cours de WWF In Your House 21: Unforgiven | [ 13 ] |
| 13 | The Border Patrol (Agent Gunn et Agent Maxx)                  | 1    | 14 août 1998           | 29 jours                   | Greenville, Caroline du Nord        | | [ 2 ]  |
| 14 | Barry Windham et Tully Blanchard                              | 1    | 12 septembre 1998      | 28 jours                   | Lincolnton, Caroline du Nord        | | [ 2 ]  |
| 15 | The Border Patrol (Agent Gunn et Agent Maxx)                  | 2    | 10 octobre 1998        | 14 jours                   | Cameron, Caroline du Nord           | | [ 2 ]  |
| 16 | Brotherhood (Eric Sbracchia et Knuckles Nelson)               | 1    | 24 octobre 1998        | 4 mois et 7 jours          | Cherry Hill, New Jersey             | Battent Border Patrol, Kit Carson et Khris Germany ainsi que Tully Blanchard et Tom Prichard dans un match opposant les quatre équipes.                                                                                | [ 2 ]  |
| -  | Vacant                                                        | 6    | 3 mars 1999            | 3 mois et 7 jours          | North Richland Hills, Texas         | Eric Sbracchia et Knuckles Nelson ne peuvent se rendre à ce spectacle en raison de la neige | [ 2 ]  |
| 17 | Brotherhood (Knuckles Nelson et Rick Fuller)                  | 1    | 10 juin 1999           | 7 jours                    | Dallas, Texas                       | Battent Khris Germany et Kit Carson. | [ 2 ]  |
| 18 | Public Enemy (Rocco Rock et Johnny Grunge)                    | 1    | 17 juin 1999           | 2 jours                    | Bolton, Massachusetts               | | [ 14 ] |
| 19 | Brotherhood (Knuckles Nelson et Rick Fuller)                  | 2    | 19 juin 1999           | 3 mois et 6 jours          | Dorchester, Massachusetts           | | [ 15 ] |
| 20 | Team Extreme (Khris Germany et Kit Carson)                    | 1    | 25 septembre 1999      | 2 mois et 1 jour           | Charlotte, Caroline du Nord         | Au cours du spectacle célébrant le 51e anniversaire de la NWA | [ 16 ] |
| 21 | Kevin Northcutt et Jimmy James                                | 1    | 26 novembre 1999       | 21 jours                   | North Richland Hills, Texas         | | [ 17 ] |
| 22 | Team Extreme (Khris Germany et Kit Carson)                    | 2    | 17 décembre 1999       | 2 mois et 16 jours         | North Richland Hills, Texas         | | [ 18 ] |
| 23 | Curtis Thompson et Drake Dawson                               | 1    | 4 mars 2000            | 1 mois et 3 jours          | Cornelia, Géorgie                   | | [ 2 ]  |
| 24 | Reno Riggins et Steven Dunn                                   | 1    | 7 avril 2000           | 5 jours                    | Eskan Village (en), Arabie saoudite | | [ 2 ]  |
| 25 | Ricky Morton et Robert Gibson                                 | 4    | 12 avril 2000          | 5 jours                    | Camp Carroll (en), Corée du Sud     | Battent Steve Dunn et Jackie Fulton qui remplace Riggins blessé | [ 2 ]  |
| 26 | Big Bubba Bain et LA Stephens                                 | 1    | 17 avril 2000          | 2 jours                    | Osan, Corée du Sud                  | | [ 2 ]  |
| 27 | Curtis Thompson et Drake Dawson                               | 2    | 19 avril 2000          | 3 mois et 27 jours         | Okinawa, Japon                      | | [ 2 ]  |
| 27 | David Young et Rick Michaels                                  | 1    | 15 août 2000           | 3 mois et 24 jours         | Tampa, Floride                      | | [ 2 ]  |
| 28 | Air Paris et Rob Williams                                     | 1    | 9 décembre 2000        | 13 jours                   | Nashville, Tennessee                | Reconnus seulement à Nashville. | [ 2 ]  |
| 29 | David Young et Rick Michaels                                  | 2    | 22 décembre 2000       | 1 mois et 12 jours         | Nashville, Tennessee                | | [ 2 ]  |
| 30 | Christian York et Joey Matthews                               | 1    | 3 février 2001         | 14 jours                   | Nashville, Tennessee                | | [ 2 ]  |
| 31 | David Young et Rick Michaels                                  | 3    | 17 février 2001        | 1 mois et 5 jours          | Cornelia, Géorgie                   | | [ 2 ]  |
| 32 | Dan Factor et David Flair                                     | 1    | 22 mars 2001           | 1 jour                     | Athens, Géorgie                     | | [ 2 ]  |
| 33 | David Young et Rick Michaels                                  | 4    | 22 mars 2001           | 1 mois et 2 jours          | Toccoa, Géorgie                     | | [ 2 ]  |
| 34 | Casanova Chris et Vivacious Vito                              | 1    | 24 avril 2001          | 8 mois et 4 jours          | Tampa, Floride                      | | [ 2 ]  |
| 35 | Glacier et Jason Sugarman                                     | 1    | 28 décembre 2001       | 1 jour                     | Deland, Floride                     | | [ 2 ]  |
| 36 | Casanova Chris et Vivacious Vito                              | 2    | 29 décembre 2001       | 28 jours                   | Live Oak, Floride                   | | [ 19 ] |
| 37 | Jeff Daniels et Tim Renesto                                   | 1    | 26 janvier 2002        | 2 mois et 22 jours         | Columbia, Tennessee                 | | [ 2 ]  |
| 38 | Casanova Chris et Vivacious Vito                              | 3    | 17 avril 2002          | 1 mois et 22 jours         | Winter Haven, Floride               | | [ 2 ]  |
| 39 | Mike et Todd Shane                                            | 1    | 8 juin 2002            | 6 jours                    | Lima, Pérou                         | | [ 2 ]  |
| -  | Vacant                                                        | 7    | 14 juin 2002           | 19 jours                   | -                                   | La Total Nonstop Action Wrestling (TNA) obtient le droit d'utiliser le championnat par équipe de la NWA et décide d'organiser un tournoi pour désigner les nouveaux champions.                                         | [ 20 ] |
| 40 | A.J. Styles et Jerry Lynn                                     | 1    | 3 juillet 2002         | 1 mois et 11 jours         | Nashville, Tennessee                | Remplacent America's Most Wanted (James Storm et Chris Harris) en finale où ils battent The Rainbow Express (Bruce (en) et Lenny (en)).                                                                                | [ 21 ] |
| -  | Vacant                                                        | 8    | 14 août 2002           | 1 mois et 4 jours          | Nashville, Tennessee                | On retire le titre après un double tombé au cours d'un match de championnat face à Jeff Jarrett et Ron Killings. | [ 22 ] |
| 41 | America's Most Wanted (James Storm et Chris Harris)           | 1    | 18 septembre 2002      | 1 mois et 26 jours         | Nashville, Tennessee                | Battent Brian Lee et Ron Harris. | [ 23 ] |
| 42 | Brian Lee et Slash (en)                                       | 1    | 13 novembre 2002       | 1 mois et 26 jours         | Nashville, Tennessee                | | [ 24 ] |
| 43 | America's Most Wanted                                         | 2    | 8 janvier 2003         | 14 jours                   | Nashville, Tennessee                | | [ 25 ] |
| 44 | Triple X (Christopher Daniels, Elix Skipper et Lo-Ki)         | 1    | 22 janvier 2003        | 14 jours                   | Nashville, Tennessee                | Skipper et Lo-Ki l'emportent. Daniels et reconnu comme champion car il est membre de l'équipe. | [ 26 ] |
| -  | Vacant                                                        | 9    | 5 février 2003         | 1 mois et 7 jours          | Nashville, Tennessee                | La TNA retire le titre après le final controversé du match opposant Skipper et Lo-Ki à Brian Lee et Slash. | [ 27 ] |
| 45 | Triple X                                                      | 2    | 12 mars 2003           | 1 mois et 4 jours          | Nashville, Tennessee                | Daniels et Lo-Ki remportent un tournoi en éliminant America's Most Wanted en finale. | [ 28 ] |
| 46 | Jerry Lynn et Amazing Red                                     | 1    | 16 avril 2003          | 21 jours                   | Nashville, Tennessee                | Remportent leur match face à Daniels et Skipper. | [ 29 ] |
| 47 | Triple X                                                      | 3    | 7 mai 2003             | 1 mois et 18 jours         | Nashville, Tennessee                | Daniels récupère le titre après sa victoire par disqualification dans un match à handicap. | [ 30 ] |
| 48 | America's Most Wanted                                         | 3    | 25 juin 2003           | 2 mois et 2 jours          | Nashville, Tennessee                | Battent Daniels et Skipper dans un match en cage. | [ 31 ] |
| 49 | Simon Diamond (en) et Johnny Swinger                          | 1    | 27 août 2003           | 2 mois et 23 jours         | Nashville, Tennessee                | | [ 32 ] |
| -  | Vacant                                                        | 10   | 19 novembre 2003       | 7 jours                    | Nashville, Tennessee                | L'arbitre retire le titre après un double tombé au cours d'un match de championnat face aux 3Live Kru. | [ 33 ] |
| 50 | 3Live Kru (Ron Killings, B.G. James et Konnan)                | 1    | 26 novembre 2003       | 2 mois et 2 jours          | Nashville, Tennessee                | Battent Glen Gilberti, Johnny Swinger et Simon Diamond. | [ 34 ] |
| 51 | Kevin Northcutt (en) et Joe Legend                            | 1    | 28 janvier 2004        | 7 jours                    | Nashville, Tennessee                | Ils battent B.G. James et Ron Killings. | [ 35 ] |
| 52 | A.J. Styles et Abyss                                          | 1    | 4 février 2004         | 28 jours                   | Nashville, Tennessee                | | [ 36 ] |
| -  | Vacant                                                        | 11   | 3 mars 2004            | 28 jours                   | -                                   | La TNA reprennent le titre car Abyss et Styles sont rivaux | [ 2 ]  |
| 53 | Dallas et Kid Kash                                            | 1    | 31 mars 2004           | 14 jours                   | Nashville, Tennessee                | Ils battent Christopher Daniels et Low-Ki en finale d'un tournoi. Ce match est diffusé le 7 avril. | [ 37 ] |
| 54 | D-Lo Brown et Gran Apolo (en)                                 | 1    | 14 avril 2004          | 7 jours                    | Nashville, Tennessee                | | [ 38 ] |
| 55 | Dallas et Kid Kash                                            | 2    | 21 avril 2004          | 1 mois et 13 jours         | Nashville, Tennessee                | | [ 39 ] |
| 56 | America's Most Wanted                                         | 4    | 3 juin 2004            | 1 mois et 4 jours          | Orlando, Floride                    | Au cours du premier épisode de TNA Impact! diffusé le lendemain. | [ 40 ] |
| 57 | Chase Stevens et Andy Douglas                                 | 1    | 7 juillet 2004         | 2 mois et 1 jour           | Nashville, Tennessee                | | [ 41 ] |
| 58 | Chris Harris et Primetime                                     | 1    | 8 septembre 2004       | 13 jours                   | Nashville, Tennessee                | | [ 42 ] |
| 59 | Christopher Daniels et James Storm                            | 1    | 21 septembre 2004      | 21 jours                   | Orlando, Floride                    | Diffusé le 24 septembre. | [ 43 ] |
| 60 | Team Canada (Bobby Roode et Eric Young)                       | 1    | 12 octobre 2004        | 26 jours                   | Orlando, Floride                    | Diffusé le 15 octobre. | [ 44 ] |
| 61 | 3 Live Kru (B.G. James et Konnan)                             | 2    | 7 novembre 2004        | 28 jours                   | Orlando, Floride                    | | [ 45 ] |
| 62 | Team Canada                                                   | 2    | 5 décembre 2004        | 1 mois et 11 jours         | Orlando, Floride                    | | [ 46 ] |
| 63 | America's Most Wanted                                         | 5    | 16 janvier 2005        | 3 mois et 10 jours         | Orlando, Floride                    | | [ 47 ] |
| 64 | Chase Stevens et Andy Douglas                                 | 2    | 26 avril 2005          | 5 mois et 11 jours         | Orlando, Floride                    | Diffusé le 29 avril | [ 48 ] |
| -  | Vacant                                                        | 12   | 7 octobre 2005         | 1 jour                     | -                                   | Titre retiré après un match face à Eric Young et Cassidy Riley. | [ 2 ]  |
| 65 | Chase Stevens et Andy Douglas                                 | 3    | 8 octobre 2005         | 3 jours                    | Nashville, Tennesse                 | Au cours du spectacle célébrant le 57e anniversaire de la NWA. | [ 49 ] |
| 66 | America's Most Wanted                                         | 6    | 11 octobre 2005        | 8 mois et 7 jours          | Orlando, Floride                    | Diffusé le 22 octobre. | [ 50 ] |
| 67 | A.J. Styles (3) et Christopher Daniels (5)                    | 1    | 18 juin 2006           | 1 mois et 27 jours         | Orlando, Floride                    | | [ 51 ] |
| 68 | Latin American Xchange (Hernandez et Homicide)                | 1    | 14 août 2006           | 1 mois et 10 jours         | Orlando, Floride                    | Diffusé le 24 août. | [ 52 ] |
| 69 | A.J. Styles (4) et Christopher Daniels (6)                    | 2    | 24 septembre 2006      | 28 jours                   | Orlando, Floride                    | | [ 53 ] |
| 70 | Latin American Xchange                                        | 2    | 22 octobre 2006        | 5 mois et 24 jours         | Plymouth, Michigan                  | Dans un match en cage. | [ 54 ] |
| 71 | Team 3D (Brother Devon et Brother Ray)                        | 1    | 15 avril 2007          | 28 jours                   | St. Louis, Missouri                 | | [ 55 ] |
| -  | Vacant                                                        | 13   | 13 mai 2007            | 1 mois et 25 jours         | -                                   | La NWA et la TNA mettent fin à leur accord concernant l'utilisation des ceintures. | [ 3 ]  |
| 72 | Joey Ryan et Karl Anderson                                    | 1    | 8 juillet 2007         | 7 mois et 2 jours          | Houston, Texas                      | Ils battent Billy Kidman et Sean Waltman ainsi qu'Incognito et Sicodelico Jr dans un Gauntlet match par équipe. | [ 56 ] |
| 73 | Phoenix Star et Zokre                                         | 1    | 10 février 2008        | 7 mois et 24 jours         | Las Vegas, Nevada                   | | [ 57 ] |
| 74 | Keith Walker et Rasche Brown                                  | 1    | 4 octobre 2008         | 2 ans, 1 mois et 16 jours  | Corpus Christi, Texas               | Ils ont le règne le plus long. | [ 58 ] |
| 75 | Jon Davis (en) et Kory Chavis                                 | 1    | 20 novembre 2010       | 5 mois et 11 jours         | Milwaukee, Wisconsin                | | [ 2 ]  |
| 76 | AJ Steele et Murder-1                                         | 1    | 1er mai 2011           | 14 jours                   | Warner Robins, Georgie              | | [ 59 ] |
| 77 | Jon Davis et Kory Chavis                                      | 2    | 15 mai 2011            | 1 an et 7 mois             | Warner Robins, Georgie              | | [ 60 ] |
| 78 | Ryan Genesis et Scot Summers                                  | 1    | 15 décembre 2012       | 4 mois et 5 jours          | San Antonio, Texas                  | Lance Hoyt remplace Jon Davis. | [ 61 ] |
| 79 | Killer Elite Squad (Davey Boy Smith, Jr. et Lance Archer (3)) | 1    | 20 avril 2013          | 6 mois et 20 jours         | Houston, Texas                      | Le championnat par équipe International Wrestling Grand Prix de Smith et Archer est aussi en jeu ce jour-là. | [ 62 ] |
| 80 | Rob Conway et Jax Dane                                        | 1    | 9 novembre 2013        | 4 mois et 28 jours         | Osaka, Japon                        | Dans un match à trois équipes au meilleur des trois tombés comprenant aussi Tencozy. Les deux ceintures de Killer Elite Squad sont en jeu à chaque tombé et Conway et Dane ne remportent que le championnat de la NWA. | [ 63 ] |
| 81 | Tencozy (Hiroyoshi Tenzan et Satoshi Kojima)                  | 1    | 6 avril 2014           | 6 mois et 7 jours          | Tokyo, Japon                        | | [ 64 ] |
| 82 | Killer Elite Squad                                            | 2    | 13 octobre 2014        | 11 mois et 27 jours        | Tokyo, Japan                        | Au cours de King of Pro Wrestling 2014. | [ 65 ] |
| 83 | Elliot Russell et Sigmon                                      | 1    | 10 octobre 2015        | 1 mois et 24 jours         | Dyserburg, Tennessee                | Dans un match à trois équipes comprenant aussi Chase Owens et Chris Richards. | [ 66 ] |
| 84 | Rob Conway (2) et Matt Riviera                                | 1    | 4 décembre 2015        | 9 mois et 5 jours          | Robinsonville, Mississippi          | | [ 67 ] |
| 85 | Elliot Russell et Sigmon                                      | 2    | 9 septembre 2016       | 1 jour                     | Ripley, Tennessee                   | | [ 2 ]  |
| 86 | Rob Conway (3) et Matt Riviera (2)                            | 2    | 10 septembre 2016      | 2 mois et 29 jours         | Dyersburg, Tennessee                | | [ 2 ]  |
| 87 | Elliot Russell et Sigmon                                      | 3    | 9 décembre 2016        | 2 mois et 14 jours         | Ripley, Tennessee                   | | [ 68 ] |
| 88 | Rob Terry et Kazushi Miyamoto                                 | 1    | 23 février 2017        | 3 mois et 25 jours         | Tokyo                               | | [ 69 ] |
| 89 | Elliot Russell et Sigmon                                      | 4    | 17 juin 2017           | 3 mois et 13 jours         | Dyersburg, Tennessee                | | [ 2 ]  |
| -  | Vacant                                                        | 14   | 30 septembre 2017      | 1 an, 6 mois et 28 jours   | -                                   | | .      |
| 90 | Brody King et PCO                                             | 1    | 27 avril 2019          | 4 mois et 11 jours         | Concord, Caroline du Nord           | |        |
| 91 | Thomas Latimer and Royce Isaacs                               | 1    | 7 septembre 2019       | 24 jours                   | Villa Park, Illinois                | |        |
| 92 | Ricky Morton et Robert Gibson                                 | 5    | 1er octobre 2019       | 4 mois et 17 jours         | Atlanta, Géorgie                    | |        |
| 93 | Eli Drake et James Storm                                      | 1    | 24 janvier 2020        | 9 mois et 17 jours         | Atlanta, Géorgie                    | |        |
| 94 | Aaron Stevens et JR Kratos                                    | 1    | 10 novembre 2020       | 9 mois et 19 jours         | Long Beach, Californie              | |        |
| 95 | La Rebelión (Bestia 666 et Mecha Wolf 450)                    | 1    | 29 août 2021           | 9 mois et 13 jours         | Saint-Louis, Missouri               | |        |
| 96 | The Commonwealth Connection (Doug Williams et Harry Smith)    | 1    | 11 juin 2022           | 2 mois et 16 jours         | Knoxville, Tennessee                | |        |
| -  | Vacant                                                        | 15   | 27 août 2022           | moins d’un jour            | -                                   | | .      |
| 97 | La Rebelión (Bestia 666 et Mecha Wolf 450)                    | 2    | 27 août 2022           | 11 mois et 30 jours        | Saint-Louis, Missouri               | |        |
| 98 | Blunt Force Trauma (Carnage (en) et Damage)                   | 1    | 26 août 2023           | 566 jours+                 | Saint-Louis, Missouri               | |        |